# Milano-Torino 1970
La Milano-Torino 1970, cinquantaseiesima edizione della corsa, si tenne il 7 marzo 1970. Fu vinta dall'italiano Luciano Armani.

## Ordine d'arrivo (Top 10)
| Pos. | Corridore              | Squadra | Tempo |
| ---- | ---------------------- | ------- | ----- |
| 1    | Luciano Armani         |         |       |
| 2    | Guido Reybrouck        |         |       |
| 3    | Davide Boifava         |         |       |
| 4    | Claudio Michelotto     |         |       |
| 5    | Luciano Soave          |         |       |
| 6    | Marcello Bergamo       |         |       |
| 7    | Albert Van Vlierberghe |         |       |
| 8    | Giuseppe Milioli       |         |       |
| 9    | Oliviero Morotti       |         |       |
| 10   | Vittorio Cumino        |         |       |